# François Darlan

Jean Louis Xavier François Darlan (1881-1942) là một chính khách và đô đốc Pháp. Từng phục vụ trong chính phủ Vichy thân Đức với vai trò Phó chủ tịch Hội đồng Bộ trưởng, Darlan sau đó đã gia nhập lực lượng Pháp quốc Tự do. Tuy nhiên, ông bị ám sát chỉ sau đó khoảng 2 tháng bởi Fernand Bonnier de La Chapelle, một người theo chủ nghĩa bảo hoàng và chống chính phủ Vichy.

## Thân thế sự nghiệp
François Darlan sinh ngày 7 tháng 8 năm 1881 tại Nérac (Lot-et-Garonne).
Khi Thế chiến thứ hai nổ ra, ông giữ chức Bộ trưởng Hải quân trong chính phủ Pierre Laval của Thống chế Philippe Pétain. Tháng 2 năm 1941, ông trở thành người đứng đầu chính phủ Vichy cộng tác với Đức quốc xã. Sau khi Pierre Laval trở lại giữ vai trò thủ tướng vào tháng 4 năm 1942, ông từ chức tất cả những chức vụ mà ông đã làm khi mình có được trước đó trong chính phủ Vichy, ngoại trừ chức Tổng tư lệnh các lực lượng vũ trang của chính phủ Vichy. 
Ông chết trong một vụ ám sát vào chiều ngày 24 tháng 12 năm 1942 tại Alger.